# Mpox-virus
Het mpox-virus (afgekort als MPV of MPXV) is een zoönotisch virus dat mpox veroorzaakt bij mensen en andere dieren. Het virus behoort tot de familie Poxviridae, waartoe ook het inmiddels uitgeroeide pokkenvirus behoort. Het virus komt vooral voor in tropische regenwouden van Centraal- en West-Afrika. De ziekte heeft bij de mens meestal een mild verloop. Het mpox-virus werd aanvankelijk apenpokkenvirus genoemd.

## Ontdekking
Het mpox-virus werd voor het eerst geïdentificeerd in 1958 door Preben von Magnus als een pathogeen van krabbenetende makaken. In dat jaar waren er twee uitbraken van een pokkenachtige ziekte in kolonies van apen die als proefdier werden gehouden. De krabbenetende makaak wordt vaak gebruikt voor neurologische experimenten.

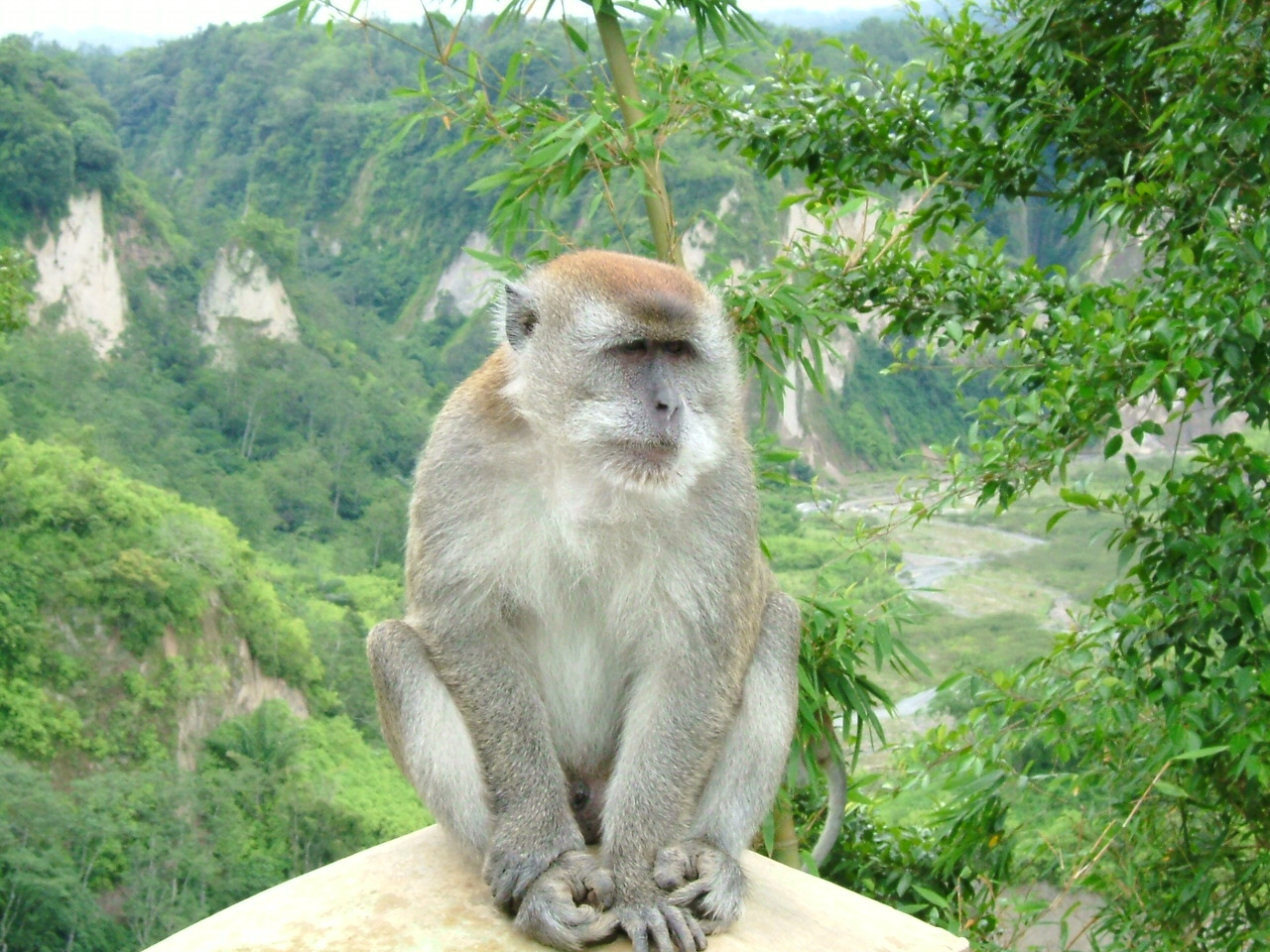
Een krabetende makaak

## Epidemiologie
Het virus werd voor het eerst vastgesteld bij mensen in 1970. Tussen 1970 en 1979 werden bijna 50 gevallen gemeld, waarvan meer dan twee derde uit Zaïre. De overige gevallen waren afkomstig uit Liberia, Nigeria, Ivoorkust en Sierra Leone. In 1986 werden meer dan 400 gevallen bij mensen gemeld. Kleine virale uitbraken met een sterftecijfer in het bereik van 10% en een secundair infectiepercentage van mens op mens van ongeveer hetzelfde aantal komen routinematig voor in equatoriaal Centraal- en West-Afrika. De primaire infectieroute is vermoedelijk contact met de geïnfecteerde dieren of hun lichaamsvloeistoffen. De eerste gemelde uitbraak buiten het Afrikaanse continent vond plaats in 2003 in de Verenigde Staten in de staten Illinois, Indiana en Wisconsin in het Midwesten, met één voorval in New Jersey. De uitbraak was terug te voeren op een prairiehond die besmet was door een geïmporteerde Gambiaanse buidelrat. Er vielen geen doden.

## Transmissie en ziekteverloop
Mensen kunnen door een dier worden besmet via een beet of door direct contact met de lichaamsvloeistoffen van een besmet dier. Het virus kan zich ook van mens op mens verspreiden, door contact via de lucht of door contact met de lichaamsvloeistoffen van een besmette persoon. Risicofactoren voor overdracht zijn onder meer het delen van een bed of kamer of het gebruik van hetzelfde keukengerei als een geïnfecteerde persoon. Een verhoogd overdrachtsrisico is geassocieerd met factoren die de introductie van virus in het mondslijmvlies inhouden.
De incubatietijd is meestal 10-14 dagen. Vroege symptomen zijn onder meer zwelling van de lymfeklieren, spierpijn, hoofdpijn en koorts voorafgaand aan het verschijnen van de uitslag. De uitslag is meestal alleen op de romp aanwezig, maar kan zich centrifugaal verspreiden naar de handpalmen en voetzolen. De initiële maculaire laesies vertonen een papulair (uitstulping), vervolgens vesiculair (blaasje) en pustulair (met pus gevuld) uiterlijk.

## Reservoir
Naast apen worden reservoirs voor het virus gevonden in Gambiaanse buidelratten (Cricetomys gambianus), slaapmuizen (Gliridae) en Afrikaanse eekhoorns (Heliosciurus en Funisciurus). Het gebruik van deze dieren als voedsel kan een belangrijke bron van overdracht op de mens zijn.